# Confrérie Notre-Dame
Pour les articles homonymes, voir CND.
La confrérie Notre-Dame (CND), par la suite appelée CND-Castille, était un réseau de renseignements français validé en 1940 par le colonel Rémy, envoyé par Londres pour connaître la véracité des renseignements que le  réseau constitué par Louis de La Bardonnie leur fournissait.

## Histoire
Le réseau, fondé dès juin 1940 par Louis de La Bardonnie et quelques-uns de ses compagnons, devient en septembre 1940 la Confrérie Notre-Dame. Il s'agit d'un réseau de renseignements rallié à la France libre, c'est l'un des premiers réseaux du Bureau central de renseignements et d'action (BCRA). Ce réseau français libre est sans doute l'un des plus importants réseaux de renseignements militaires de la Résistance avec le réseau Alliance. Il est aussi l'un des tout premiers créés en France, validé, orchestré et amplifié par un agent de premier plan, Gilbert Renault dit « Raymond » (plus tard « Rémy »). Le Colonel Rémy envoyé vers la métropole dès l'été 40 par le 2e Bureau de la France libre donnera à l'organisation le nom de Confrérie Notre-Dame afin de la placer sous la protection de la Vierge.
Les agents sont chargés pour les uns de recueillir des renseignements militaires, pour d'autres des renseignements économiques et politiques qui alimentaient la campagne radiophonique de la France libre ; d'autres encore organisaient la prise de pouvoir gaulliste dans les départements côtiers pour le moment où le débarquement aurait lieu ; d'autres enfin, agents de liaison et radios, permettaient aux renseignements de partir et aux ordres d'arriver.
Le réseau s'implante d'abord dans la France de l'Ouest et recrute des informateurs de qualité dans les ports de l'Atlantique (Bordeaux, Brest) comme Jean Philippon à Brest. À Bordeaux les renseignements fournis par des pilotes du port immédiatement informés sur les mouvements (heures, jours, entrées et sorties) des navires et des U-Boote de la base sous-marine de Bordeaux-Bacalan, permettent la connaissance parfaite des déplacements de l'ennemi. Les informations sont transmises à Londres d'abord par courrier transitant par Madrid, puis par radio : la première liaison est établie en mars 1941 chez Louis de La Bardonnie, en Dordogne, dont le petit groupe de patriotes a été le « contact » initial de Rémy en France. Puis, entre avril et juillet 1941, les émissions radio clandestines s'effectuent à partir de Thouars et Saumur.
Les renseignements transmis permettent à la RAF de porter de rudes coups à la marine allemande. Son agent « Hilarion », en avertissant les Britanniques de l'installation dans la rade de Brest de « ducs d'albe » (gros piliers) visiblement faits pour un très grand navire de guerre, contribue à l'interception et à la destruction du cuirassé Bismarck, en mai 1941.
En septembre 1941, la CND étend son action à toute la France occupée et Rémy installe à Paris une centrale en liaison radio avec Londres. De plus, elle dispose d'agents habilités à préparer des parachutages et établit des contacts par Lysander avec l'Angleterre. Elle organise notamment le passage à Londres de Christian Pineau, premier chef de mouvement de la Résistance intérieure à rencontrer le général de Gaulle.
Après la trahison de juin 1942, Rémy, assisté de Petit et Tillier, maintint puis rénova le Réseau. En novembre 1943, la chute du réseau « Parsifal » entraîne le démantèlement de la centrale « Coligny », rattachée par le BCRA à la CND. Les confessions du chef de Parsifal comprennent un certain nombre de noms, dont celui du chef radio de la CND, Robert Bacqué, alias Tilden. Celui-ci trahit, tout comme un autre radio, Alain, ce qui a des conséquences catastrophiques : une centaine de résistants sont arrêtés, et Rémy doit se réfugier en Angleterre. Mais, en décembre 1943, le réseau est reconstitué par Marcel Verrière (alias « Lecomte ») à partir des cellules encore actives sous le nom de « Castille », et il continuera à fonctionner jusqu'à la Libération. D'après les recherches effectuées, CND-Castille aura compté au total 1544 agents.
Décimée à plusieurs reprises, toujours renaissante, la Confrérie Notre-Dame ne cessera jamais d'envoyer des courriers à Londres, par voie aérienne et maritime aussi bien que grâce à des émetteurs parachutés en France occupée, et ses renseignements furent souvent cruciaux pour la réalisation d'opérations militaires alliées. La Confrérie Notre-Dame transmet, entre autres renseignements remarquables, ceux qui permettent aux Britanniques d'effectuer en février 1942 une opération de commando sur la station-radar de Bruneval (raid de Bruneval) en Seine-Maritime. Elle envoie aussi un rapport permettant aux Anglais d'évaluer la réussite de l'opération Chariot, effectuée au même moment : un raid de destruction contre les installations de radoub de Saint-Nazaire, seules capables d'accueillir le grand cuirassé allemand Tirpitz.
En trois ans et demi, 1 544 agents ont signé leur engagement ; 524 arrêtés dont 234 ont été déportés, 37 ont été fusillés et 151 sont morts en déportation.

## Statistiques
1 508 agents figurent sur la base de données, pour 1 544 agents homologués.
Sexe
- 291 femmes 	soit 19,2 %

Situation familiale

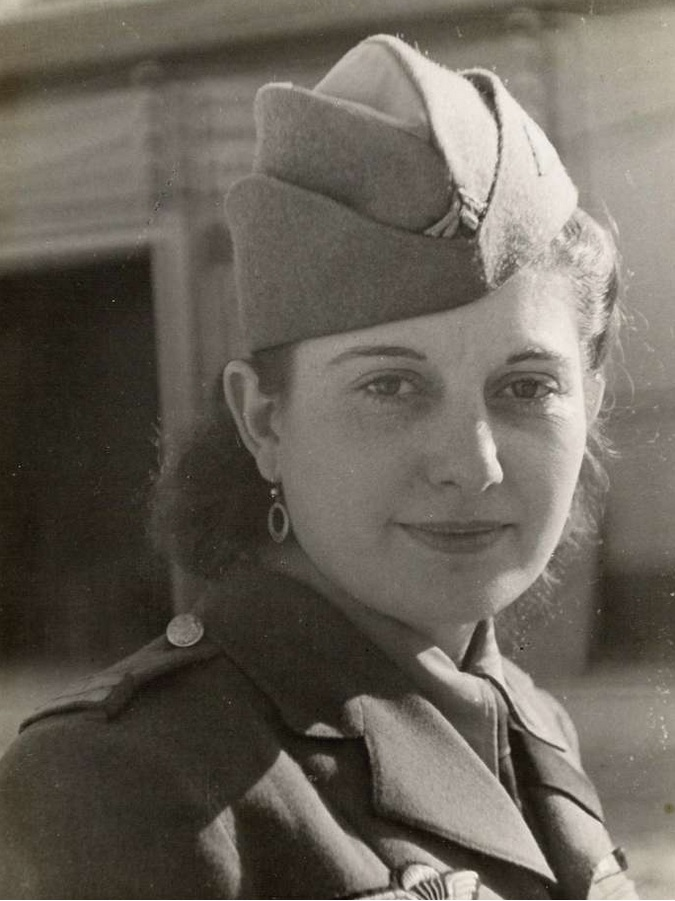
Jeannette Guyot, membre du réseau de renseignements.

- 359 agents dont la situation familiale est inconnue.
- 256 célibataires 	soit 22,3 %
- 7 divorcés		soit 0,6 %
- 852 mariés		soit 74,1 %
- 34 veufs		soit 3 %

Catégorie socio-professionnelle
- 461 agents dont la CSP est inconnue.
- 49 chefs d’entreprise		soit 4,7 %
- 136 cadres supérieurs 	soit 13 %
- 129 cadres moyens 		soit 12,3 %
- 50 professions libérales	soit 4,8 %
- 122 artisans			soit 11,6 %
- 175 employés			soit 16,7 %
- 124 ouvriers			soit 11,8 %
- 57 agriculteurs/pêcheurs	soit 5,4 %
- 103 étudiants			soit 9,8 %
- 84 au foyer			soit 8 %
- 13 retraités			soit 1,2 %
- 5 ecclésiastiques		soit 0,5 %

Type d'agent
- 144 agents sans classification connue.
- 205 agents PO		soit 15 %
- 483 agents P1		soit 35,4 %
- 676 agents P2		soit 49,5 %

Fonction dans le réseau
- 1 125 agents de renseignement 	soit 74,6 %
- 51 agents de liaison divers		soit 3,3 %
- 22 opérateurs radio			soit 1,4 %
- 101 asiles divers			soit 6,7 %
- 104 chefs divers			soit 6,9 %
- 16 agents de traitement du courrier	soit 1 %
- 9 agents CND/PTT			soit 0,6 %
- 80 agents à fonctions diverses	soit 5,3 %

Raison de fin d'activité dans le réseau
- 852 agents démobilisés		soit 56,5 %
- 524 agents arrêtés			soit 34,7 %
- 37 agents qui changent de réseau	soit 2,4 %
- 30 agents coupés du réseau		soit 2 %
- 27 agents qui rejoignent les FFI	soit 1,8 %
- 22 agents qui rejoignent les FFL	soit 1,4 %
- 8 agents tués en service commandé	soit 0,5 %
- 5 agents qui changent de mission	soit 0,3 %
- 3 agents qui décèdent			soit 0,2 %

Suites après l'arrestation
524 agents arrêtés.
- 2 agents dont le sort est inconnu			soit 0,4 %
- 88 agents internés, libérés				soit 16,8 %
- 12 agents morts sous la torture			soit 2,3 %
- 12 agents internés, évadés de prison			soit 2,3 %
- 4 agents qui se suicident pour éviter de parler	soit 0,7 %
- 37 agents fusillés					soit 7 %
- 234 agents déportés, rapatriés			soit 44,6 %
- 105 agents déportés, morts				soit 20 %
- 21 agents déportés, disparus				soit 4 %
- 6 agents déportés, exécutés				soit 1,1 %
- 3 agents déportés, évadés des trains			soit 0,6 %

Moyenne d'âge des agents en 1940
- 283 agents sans dates de naissance connue.
- Le plus âgé : 	85 ans
- Le plus jeune :	11 ans
- Moyenne d’âge sur les 1 225 agents avec dates de naissance : 34 ans.

Classement par importance des agences
1508 agents répertoriés sur 1544 homologués. 

79 agents sans agence connue.
- Zone Paris et Orléans : 368 agents 	soit 24,4 %
- Zone Bretagne : 318 agents		soit 21 %
- Zone Sud-Ouest : 236 agents		soit 15,6 %
- Zone Nord : 134 agents		soit 9 %
- Zone Centre-Ouest : 126 agents	soit 8,3 %
- Zone Normandie : 99 agents		soit 6,5 %
- Zone Est : 82 agents			soit 5,4 %
- Zone Poitou-Charentes : 39 agents	soit 2,6 %
- Zone CND-VIC : 20 agents		soit 1,3 %

Listes des agences
- Horloge : 	77 agents	soit 5,2 %
- Collégium :	51 agents	soit 5,1 %
- Total :	123 agents	soit 8,1 %
- Médoc :	177 agents	soit 11,7 %
- CND-VIC :	20 agents	soit 1,3 %
- Chiberta :	57 agents	soit 3,7 %
- Béguinage :	4 agents	soit 0,2 %
- Angers :	41 agents	soit 2,7 %
- Dentelle :	96 agents	soit 6,3 %
- Armor :	86 agents	soit 5,7 %
- Rennes :	28 agents	soit 1,8 %
- Brioche :	57 agents	soit 3,7 %
- Fillette :	51 agents	soit 3,3 %
- Monastère :	39 agents	soit 2,6 %
- Calva :	14 agents	soit 0,9 %
- Bénédict :	7 agents	soit 0,4 %
- Pickles :	7 agents	soit 0,4 %
- Espagne :	2 agents	soit 0,1 %
- Lutétia :	363 agents	soit 24 %
- Percheron :	25 agents	soit 1,6 %
- Vintage :	24 agents	soit 1,6 %
- Maclou :	15 agents	soit 1 %
- Orléans :	5 agents	soit 0,3 %
- Ruffigne :	14 agents	soit 0,9 %
- Saumur :	6 agents	soit 0,4 %
- Tours :	40 agents	soit 2,6 %

## Membres du réseau
- Gilbert Renault, dit « Raymond », puis « Rémy » à partir d'août 1941 ou « Colonel Rémy » ;
- Louis de La Bardonnie, pseudo « Isabelle », ayant créé l'embryon de départ du réseau, sur lequel Rémy s'est appuyé ;
- Denise de La Bardonnie, femme de Louis (ci-dessus), pseudo « Ninette », « La Baronne» ;
- Jacques Pigeonneau, consul de France à Madrid, 1re recrue, entré au réseau à l'automne 1940[3],[4] ;
- Marthe Pigeonneau, 2nd recrue entré au réseau à l'automne 1940 avec son mari Jacques[5],[6];
- Jules Achard, entré au réseau le 26 décembre 1941, arrêté le 26 décembre 1944, déporté, rentré le 25 mai 1945 ;
- Georges Maradene, pseudo "Dragon", entré au réseau au mois de septembre 1941, arrêté le 17 octobre 1942, interné à la prison de Fresnes où il sera torturé par les nazis, puis déporté au camp de Natzweiller en Alsace en 1943, et transféré à Dachau en 1944 ;
- Henri Albespy, pseudo « Henri », entré au réseau le 1er août 1943 ;
- Pierre Albin, pseudo « Condé », entré au réseau en janvier 1941 ;
- Gaston Alif, pseudo « Astier », entré au réseau le 1er novembre 1942 ;
- Marie-Louise Alif Mercier, entrée au réseau en juin 1943 ;
- Charles Allain, entré au réseau en juin 1942 ;
- Louis Allichon, pseudo « Plombier », entré au réseau le 1er mars 1942, arrêté le 31 mars 1944, déporté (sans nouvelles) ;
- Albert Amelin, pseudo « Bucéphale », entré au réseau en mai 1943, arrêté le 15 novembre 1943, déporté, rentré le 22 avril 1945 ;
- Bernard Anquetil, pseudo « Lhermite », entré au réseau en février 1941, arrêté en août 1941, fusillé au Mont-Valérien le 24 octobre 1941 ;
- Percy Barron, pseudo Trèfle, entré au réseau en avril 1942. Arrêté le 13 novembre 1943. Déporté à Mauthausen.Rentré le 26 mai 1945.
- Émile Bèche, député des Deux-Sèvres ;
- Robert Bacqué, pseudo « Tilden », chef radio du réseau. Arrêté le 4 novembre 1943, il trahit rapidement et fait arrêter quatre-vingt dix agents, liés à la centrale Coligny ou plus généralement à la CND.
- Adrienne Bolland et son mari Ernest Vinchon ;
- Pierre Brossolette, dit « Pedro » ;
- Pierre Bourgogne, pseudo "Monzie"[7],[8]
- Yves Castel, entré au réseau en août 1942, déporté le 16 septembre 1943 à Buchenwald, rentré le 30 avril 1945;
- Chauveau, dit « Charlemagne » ;
- Janette Colas, jusqu'en février 1942[9]  ;
- Fernande Combe, entrée au réseau en mai 1941, arrêtée le 31 juillet 1943, morte le 1er octobre 1943 (des suites de son incarcération) ;
- Henri Combe, entré au réseau en mai 1941, arrêté le 31 octobre 1943, déporté et mort en camp de concentration le 10 mars 1945 ;
- Olivier Courtaud, pseudo « Jacot », entré au réseau le 28 mai 1942, arrêté le 25 juin 1943, déporté, rentré le 5 juin 1945 ;
- Renée Darriet, entrée au réseau en février 1942, arrêtée le 8 octobre 1943, déportée, libérée le 25 mai 1945 ;
- Pierre Dordain, alias Le Cerf, chef du Réseau Confrérie Notre-Dame de Rennes ;
- Jean Decker, entré au réseau en avril 1941, arrêté en novembre 1941, déporté et mort en camp de concentration ;
- René Dugrand ;
- Roger Dumont, pseudo « Pol », entré au réseau le 1er novembre 1941, arrêté le 1er avril 1942, fusillé au Mont-Valérien le 13 mai 1943, Mort pour la France ;
- François Faure, dit « Paco », entré dans le réseau en novembre 1941, devient adjoint de Rémy. Il est arrêté le 15 mai 1942, détenu à Fresnes, au camp de Natzweiler-Struthof et déporté à Dachau. Il est libéré le 29 avril 1945[10]  ;
- Jean-François Fleuret, pseudo « Espadon », entré au Réseau en janvier 1941, arrêté en mars 1943, déporté, rentré le 23 avril 1945 ;
- Gaston-Noël Folloppe, pseudo « Gaumont », chef de secteur pour les départements de l'Eure, de la Sarthe et de l'Orne, arrêté le 11 novembre 1943, torturé, exécuté le 1er février 1944 à la prison d'Évreux ;
- Ange-Marie Gaudin, pseudo « Champion », entré au réseau en février 1941, arrêté le 10 juin 1942, déporté, rentré ;
- Robert Jude, pseudo « Lavocat », 3e recrue, entré au réseau en novembre 1940 [4], quitte Vannes pour Paris en août 1941[11] ;
- Roger Le Bayon, pseudo « Loyer », entré au réseau en février 1941[4] ;
- Jean Le Brun, pseudo « Le joueur », entré au réseau en novembre 1941, arrêté le 20 mars 1944, évadé du camp de Compiègne le 26 août 1944 ;
- Yves Le Crom-Hubert, pseudo « Yvonne », médecin[4] ;
- Léon Paul Le Sabazec, pseudo "Lebreton", entré au réseau en 1941, arrêté le 8 juin 1943, déporté et décédé à Mauthausen en mars 1944[12] ;
- Guy Lenfant, pseudo « Lebreton », entré au réseau en février 1941, chargé de recueillir des renseignements sur Lorient[4], arrêté le 8 mars 1941, s'évade le 25 juin 1941[11] ;
- Pierre Mauger (Vendée), pseudo « Pierre », entré au réseau en mai 1941, arrêté le 30 mai 1942, déporté, rentré le 19 mai 1945 ;
- Simone Michel-Lévy, agent du réseau Action PTT, rejoint la CND en automne 1942 ; arrêtée le 5 novembre 1943, déportée le 28 janvier 1944, pendue le 13 avril 1945.
- Joseph Montepin (Mayenne), pseudo « Boulanger », entré au réseau en juin 1942,  ouvrier ;
- Max Petit, pseudo « Poucet » « Perrault » « Florian », entré au réseau en novembre 1941, devient adjoint de Rémy après l'arrestation de François Faure ;
- Jean Pelletier, dit « Jim », arrêté en juin 1942 et décédé au camp de Nordhausen le 29 mars 1945 ;
- Jean Philippon, dit « Hilarion » ;
- Michel Pichard, pseudos "Pic", "Bel" ou "Gaus", devenu par la suite chef du Bureau des opérations aériennes ;
- Jacques Poutiers, entré au réseau en décembre 1941 (neveu de Maurice Tardat) ;
- Serge Renaud de Saint Georges, dit « Jasmin », chargé de la logistique du réseau pour la région d’Île-de-France, arrêté le 1er août 1942 et déporté au camp de concentration d’Orianenburg. Libéré en 1945 ;
- Anne-Marie Renaud de Saint Georges, née Parent, femme de Serge Renaud de Saint Georges, secrétaire de Pierre Brossolette, chargée de l’organisation et du recueil des renseignements utiles aux Alliés concernant les activités et le potentiel de l’occupant nazi, et de les communiquer au BCRA à Londres, arrêtée le 11 septembre 1942 et déportée au camp de concentration de Ravensbrück. Libérée en 1945 ;
- Maisie Renault, sœur de Gilbert Renault, entrée dans le réseau en décembre 1940, chargée du secrétariat central, des transcriptions et communications, arrêtée le 13 juin 1942 et déportée au camp de concentration de Ravensbrück. Libérée en 1945 ;
- Jean Ribes, ami de Gilbert Renault, 2e recrue, entré au réseau à l'automne 1940[4] ;
- Yves Rigoine de Fougerolles, pseudo « Prince », quitte le réseau en juin 1941[4] ;
- Jean Sarrazy, pseudo « Fanion », arrêté le 4 juillet 1942, déporté le 23 mars 1943 à Mauthausen, rentré le 21 mai 1945 ;
- Jean Sciou, pseudo « Faucon », clerc de notaire à Erdeven, entré au réseau en septembre 1942, à 22 ans, arrêté le 15 novembre 1943, déporté le 22 janvier 1944, retour en France le 5 juin 1944 pour « supplément d'enquête », évadé le 2 juillet 1944, lors du retour vers l'Allemagne ;
- Alphonse Tanguy, pseudo « Alex », entré au réseau en novembre 1941[11], Responsable du secteur lorientais puis du CND en Bretagne, prend la direction intérimaire du réseau quand Jean Tillier part en Angleterre. Il est arrêté et abattu par la Gestapo le 5 novembre 1943, mort pour la France ;
- Maurice Tardat, entré au réseau en juin 1941, arrêté le 19 septembre 1943, mort en déportation le 23 mai 1944 à Buchenwald ;
- Jean Tillier, pseudo « Gaspard », « Coligny », « Debesse », entré au réseau en novembre 1942, devient le second de Rémy quand Max Petit part pour Londres ;
- Gabriel Vallée, pseudo « Lys », arrêté le 11 novembre 1943 ainsi que son fils âgé de 13 ans, (Raymond). Tous deux furent torturés, le père se suicida dans sa cellule le 13 novembre 1943 ;
- Marcel Verrière, pseudo « Marquise » puis « Lecomte », entré au réseau en octobre 1941, chef du réseau CND-Castille à partir de novembre 1943[13],[14] ;
- André Cholet, pseudo "Lenfant" entré au réseau en 1941, responsable cellule radio, arrêté en mars 1942, fusillé au mont Valérien avec 12 de ses compagnons, le 13 mai 1943 ;
- Laure Gatet (elle servait d'agent de liaison) ;
- André Guilbaud, entré en janvier 1941, exécuté à Cologne le 31 août 1943 (mort pour la France) ;
- Antoine Vourc'h, médecin à Plomodiern ;
- Jeannette Guyot
- Edouard Fauchard, pseudo "Poulet", arrêté le 7 novembre 1943, tué le 2 mai 1945 pendant l'évacuation du kommando de Johangeorgenstadt.

## Sources
Travaux universitaires
- Mémoire de maîtrise Le réseau CND CASTILLE, 1940-1944, Yves Chanier sous la direction de Jean-Jacques Becker et de Danielle Dray - 1995 - 130 p. - Université Paris X Nanterre
- Mémoire de DEA Le réseau CND CASTILLE, 1940-1945, région par région, Yves Chanier sous la direction de Philippe Levillain - 1997 - 70 p. - Université Paris X Nanterre

Archives nationales
- Série 72 AJ 49 : 2 dossiers concernant la CND (Témoignages d'agents, courriers, documents du BCRA...).

Archives de l'Armée de Terre
- Série 13 P 146 : Histoire des réseaux des forces Françaises combattantes.

Archives du Mémorial de Caen
- Archives du Colonel Rémy, cartons 19, 20, 25, 106, 107 et 108.

Archives privées
- Livre d'or de la CND, documents de Simone Truffit (alias Andrée), témoignages de plusieurs membres du réseau, divers documents apportés par ces mêmes personnes.

Souvenirs et mémoires
- Capitaine Baudouin, Éléments de cryptographie, Paris, Éditions A.Pedone, 1939, 331 p.
- Charles de Gaulle, Mémoires de guerre : l'appel, Paris, Plon, 1954, 294 p.
- Philippon Hilarion (Capitaine de Vaisseau), S.&G., Paris, Éditions France Empire, 1957, 269 p.
- Colonel Rémy, Mémoires d'un agent secret de la France libre, 1946-1950, Raoul Solar.
  - tome 1, Le Refus,  (ISBN 2-7048-0827-9).
  - tome 2, Les Soldats du silence,  (ISBN 2-7048-0854-6).
  - tome 3, La Délivrance,  (ISBN 2-7048-0857-0).
- Colonel Rémy
  - Livre d'or du C.N.D. Castille, réalisé par Raoul Solar
  - Mémoires d'un agent secret de la France Libre, juin 1940 - juin 1942, Monte-Carlo, Raoul Solar Éditeur, 1946, 550 p.
  - Le livre du courage et de la peur, juin 1942 - novembre 1943, Monte-Carlo, Raoul Solar Éditeur, 1947, 200 p.
  - Comment meurt un réseau, fin 1943, Monte-Carlo, Raoul Solar Éditeur, 1947, 193 p.
  - Une affaire de trahison, fin 1943, Monte-Carlo, Raoul Solar Éditeur, 1947, 379 p.
  - Les mains jointes, fin 1943 - fin 1944, Monte-Carlo, Raoul Solar Éditeur, 1949, 277 p.
  - Réseaux d’ombres, Paris, Éditions France Empire, 1952, 316 p.
  - Bruneval, opération Coup de Croc, Paris, Éditions France Empire, 1968, 249 p.
  - Mémoires d’un agent secret de la France Libre, 18 juin 1940 - 18 juin 1942, tome I, Paris, Éditions France Empire, 1959, 616 p.
  - Mémoires d’un agent secret de la France Libre, juin 1942 - novembre 1943, tome II, Paris, Éditions France Empire, 1961, 610 p.
  - Mémoires d’un agent secret de la France Libre, novembre 1943 - août 1944, tome III, Paris, Éditions France Empire, 1961, 511 p.
- Jacques Soustelle
  - Envers et contre tout, de Londres à Alger (1940-1942), Paris, Robert Laffont, 1947, 470 p.
  - Envers et contre tout, d'Alger à Paris (1942-1944), Paris, Robert Laffont, 1950, 452 p.
- Michèle et Jean-Paul Cointet, La France à Londres (1940-1943), Questions au XXe siècle, Paris, Éditions Complexe, 1990, 135 p.
- Jacques Delperrie de Bayac, La guerre des ombres, Paris, Librairie Fayard, 1975, 246 p.
- Harry Roderick Kedward, Naissance de la Résistance dans la France de Vichy (1940-1942), idées et motivation, Oxford  University Press, 1978, Champ Vallon, 1989, 135 p.
- Henri Michel, Les courants de pensée de la Résistance, Paris, P.U.F., 1962/1964, 842 p.
- René Pichavant, Clandestins de l’Iroise (1942 - 1943), Douarnenez, Édition Morgane, 1991, 526 p.
- Michel Slitinsky , La Résistance en Gironde , Éditions Les cahiers de la Résistance, 1970[15]. Pages 51 à 57 sur le réseau CND-Castille

Autres ouvrages
- Roger Leroux, Le Morbihan en guerre 1939-1945, Imprimerie de la Manutention, Mayenne, Éd. à compte d'auteur, 1986, 5e éd., 672 p.